# CodeIgniter
CodeIgniter este un web framework open-source pentru dezvoltarea rapidă a aplicațiilor, ce ajută la construirea site-uri web dinamice cu PHP. 

## Descriere
CodeIgniter este bazat pe arhitectura de lucru model–view–controller (MVC), însă este foarte flexibil și permisiv în privința organizării codului. În timp ce orice aplicație trebuie să conțină unul sau mai multe controllere, modelele și view-urile sunt opționale, însă recomandate. CodeIgniter permite de asemenea organizarea sub formă de model-view-controller ierarhic (HMVC), ceea ce permite o modularizare și compartimentare mai bună a eventualelor secțiuni ale unui site sub forma de sub-dosare.
CodeIgniter este foarte cunoscut și apreciat pentru viteza sa, atunci când este comparat cu celelalte framework-uri PHP. Unul dintre inventatorii PHP, Rasmus Lerdorf, în timpul unei conferințe la frOSCon, în august 2008, a spus că apreciază CodeIgniter "datorită faptului că este mai rapid, mai puțin masiv și mai puțin asemănător unui framework."

## Codul sursă și licențierea
Codul CodeIgniter este întreținut pe platforma GitHub, și începând cu versiunea 3.0RC, este lansat sub amprenta licenței MIT.

## Istoric
Prima versiune publică a framework-ului a fost lansată de EllisLab, pe 28 februarie 2006.
Pe 9 iulie 2013, EllisLab anunța că este în căutarea unui nou dezvoltator pentru CodeIgniter, menționând lipsa resurselor necesare pentru a oferi framework-ului atenția și timpul necesare. Pe 6 octombrie 2014, EllisLab anunța că framework-ul CodeIgniter a trecut sub dezvoltarea și administrarea de către British Columbia Institute of Technology.

## Link-uri externe
- Site oficial
- CodeIgniter pe GitHub